# クルーレスト

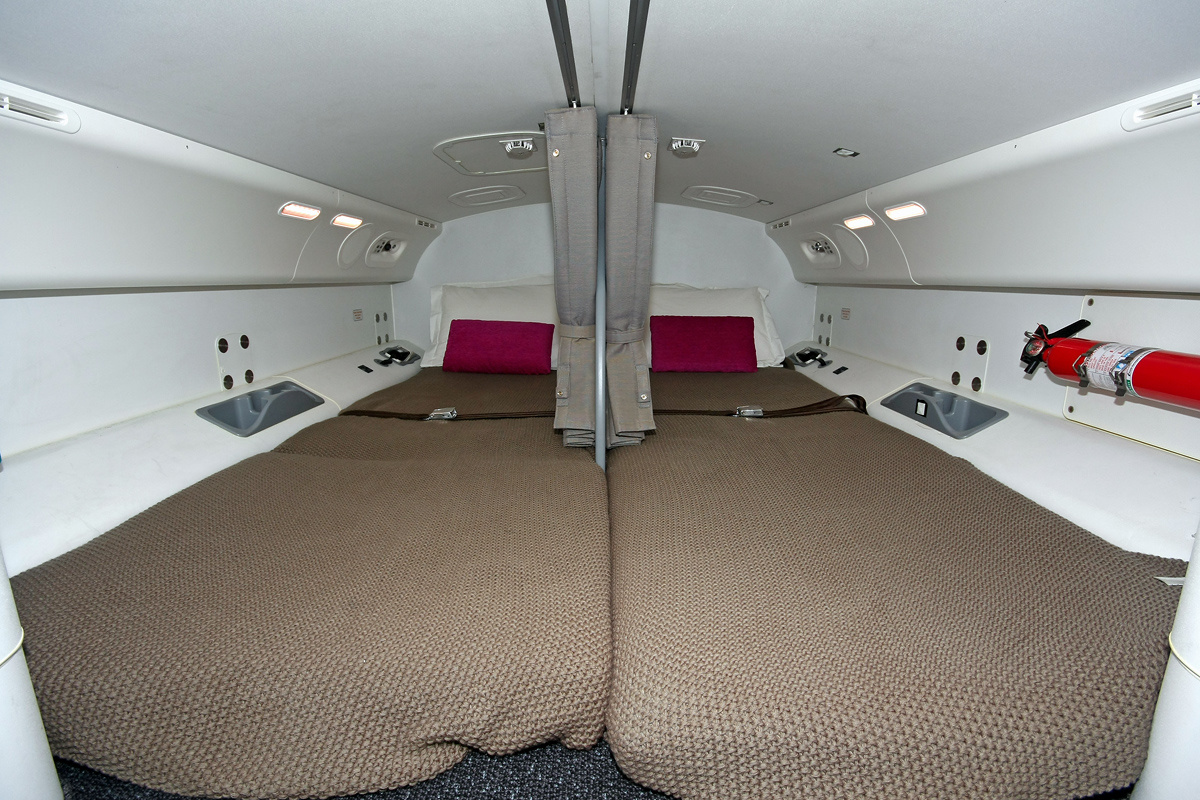
旅客機のクルーレストの例（ボーイング787）

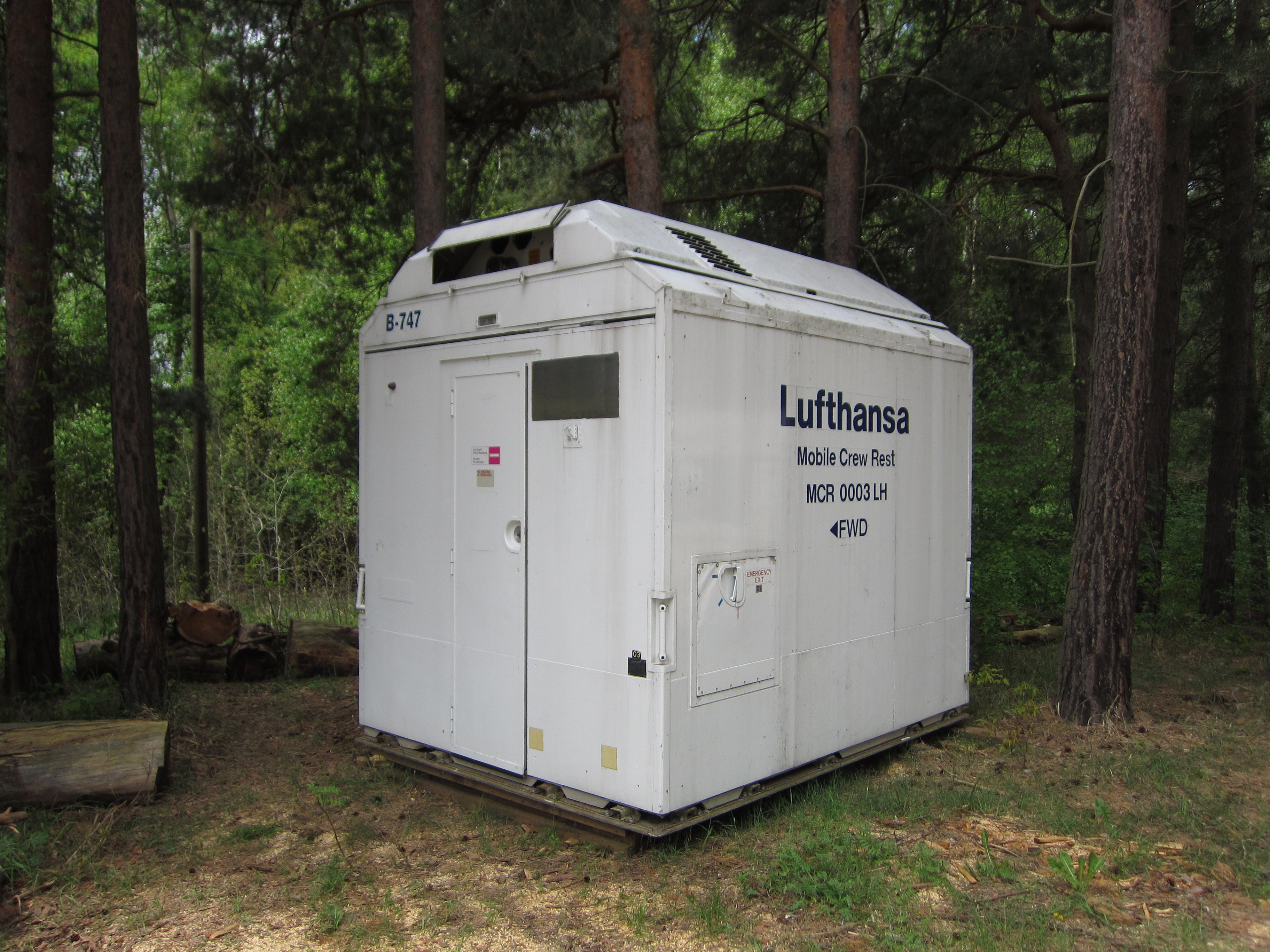
貨物室に設置される「モービルクルーレスト」（ボーイング747コンビ用、ルフトハンザドイツ航空）

クルーレスト（英: Crew Rest）とは、運航乗務員・客室乗務員が休憩や仮眠をとる際に使用するスペースである。また、クルーバンク（英: Crew Bunk）とも呼ばれる。

## 概要
運航乗務員や客室乗務員は、アメリカの連邦航空局など世界各国の政府機関によって、一定時間以上の飛行の際には休憩をとることが義務づけられているため、旅客機には乗務員が仮眠をとるスペースが設けられている。

## 場所
保安上明らかにされていない機種もあるが、概ねパイロット用が客室前方、客室乗務員用が後方の2階もしくは天井スペースに設置されている。設計当初からスペースが設けられていなかった場合などは、貨物室に存在する。また、乗客の出入りは禁じられており、入口は専用の暗証キーが必要である。
パンアメリカン航空が第二次世界大戦前の1939年に導入した飛行艇ボーイング314ではアッパーデッキにクルーレストを設置していた。

## 制限
誘導路走行、離陸、または着陸操作時には原則使用できない。

## 種類
アメリカ連邦航空局によると、3種類を定義している。
- クラス1の休憩施設：フライトデッキと客室から物理的に分離されたエリアに設置。 睡眠のための寝台または他の平らな区域を含んでいること。（音と照明の隔離のための規定がある。）
- クラス2の休憩施設：少なくとも寝そべったフラットシートにアクセスし、カーテンで乗客と隔離できること。
- クラス3の休憩施設：リクライニングが可能で足をサポートできるキャビンシート。

## クルーレストが設置されている機種
- エアバスA330シリーズ
- エアバスA380
- エアバスA350シリーズ
- アントノフ124
- アントノフ225
- Tu-114
- ボーイング747シリーズ(400以降)
- ボーイング767シリーズ
- ボーイング777シリーズ
- ボーイング787シリーズ

ただし航空会社によっては国内線専用機材など、設置していない場合もある。

## その他の交通機関におけるクルーレスト
航空機以外の交通機関でも乗務員の休憩・仮眠空間を設けるケースが存在する。

### 自動車
バスやトラックでは交替運転者の寝台や仮眠室が設置されることがある。日本の貸切バスでは運転席直後の客席を交替運転者用に充て、運転席との仕切り板を開閉可能にして脚を伸ばして休憩できる構造が採られているが、1980年代から主に夜行高速バスで交替運転者の仮眠室を設置する事例が増えている。
トラックでは中型・大型トラックやセミトラクターで運転席の後部に運転者用の寝台や寝室を設置することがある。日本の大型トラックでは全長12メートルの制限の中で積載効率を重視するため、荷台の長さを可能な限り伸ばしてキャブの寝台を省略したショートキャブ車が設定されていて、オプションでキャブ上部に仮眠室を設置することがある。アメリカのセミトラクターではスリーパーと呼ばれる寝台区画が架装メーカーによって装備され、大型のスリーパーではキャンピングカーのようにキッチンやシャワー、トイレを備えるものも存在する。

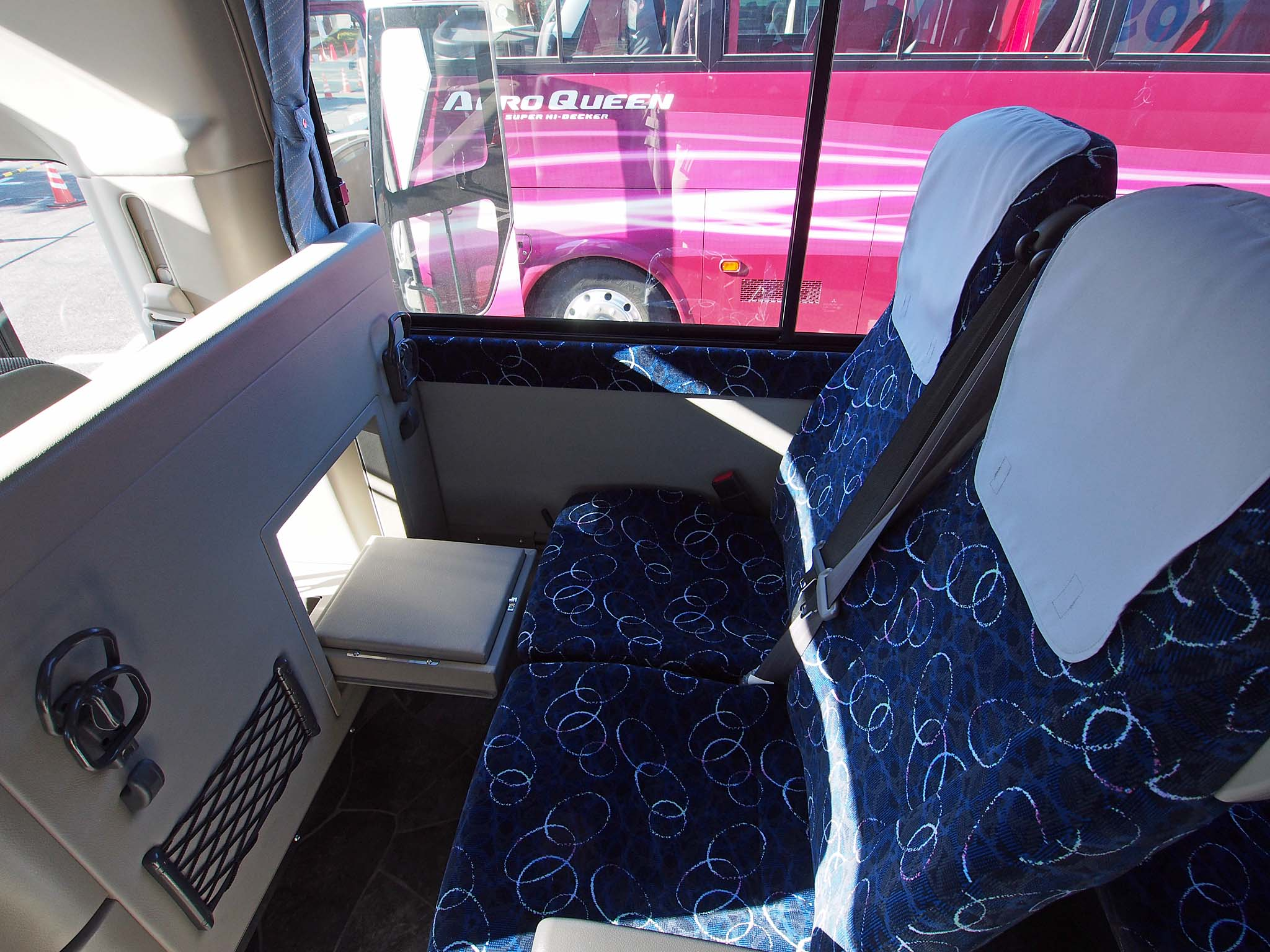
貸切バスで運転席直後の仕切り板を開いた状態（三菱ふそう・エアロエース）
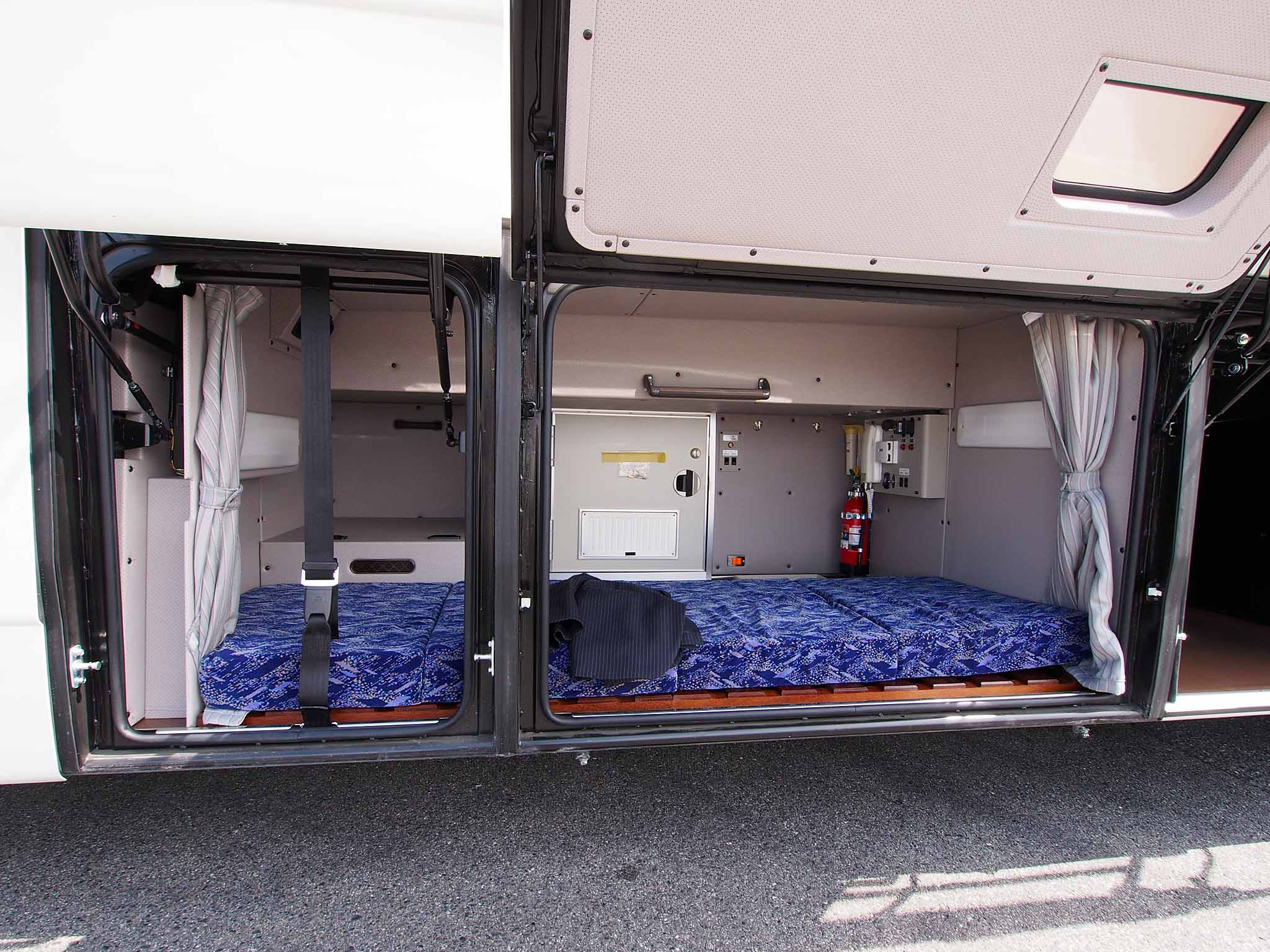
高速バスの床下仮眠室（三菱ふそう・エアロエース）
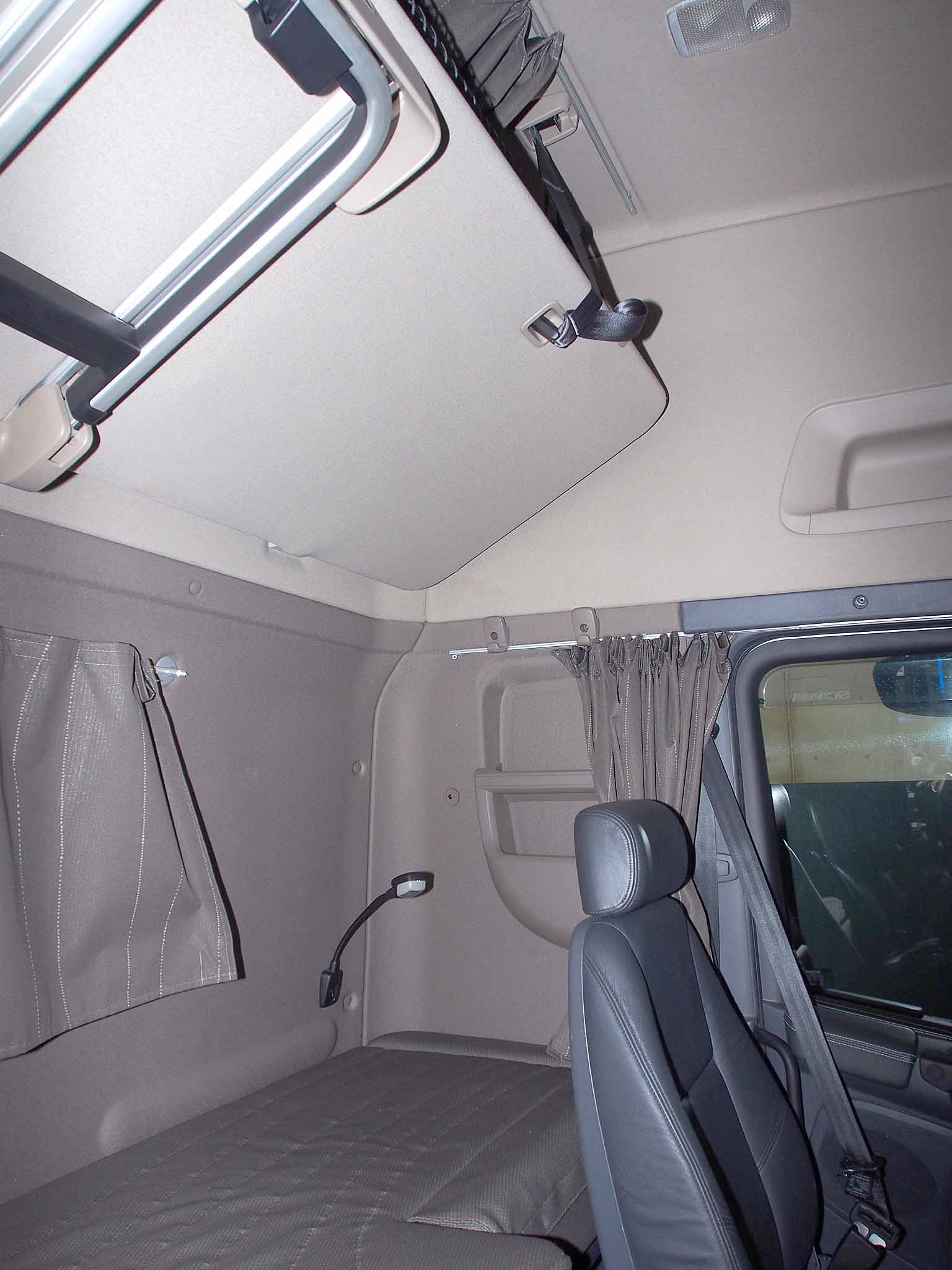
大型トラックの運転席後部に設置される寝台（スカニア・R450）
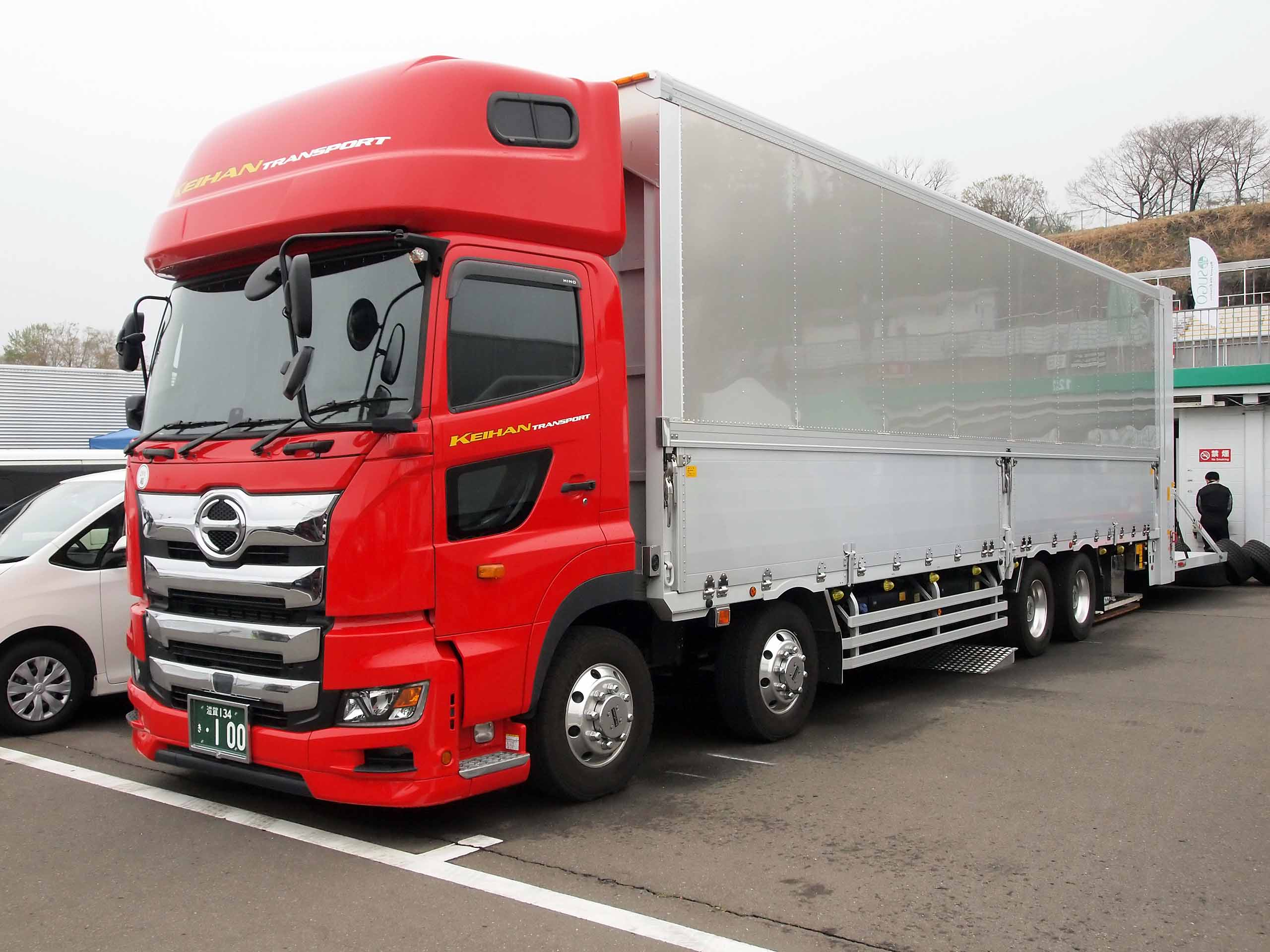
大型トラックのショートキャブ車でキャブ上部に仮眠室を設置した例（日野・プロフィア）
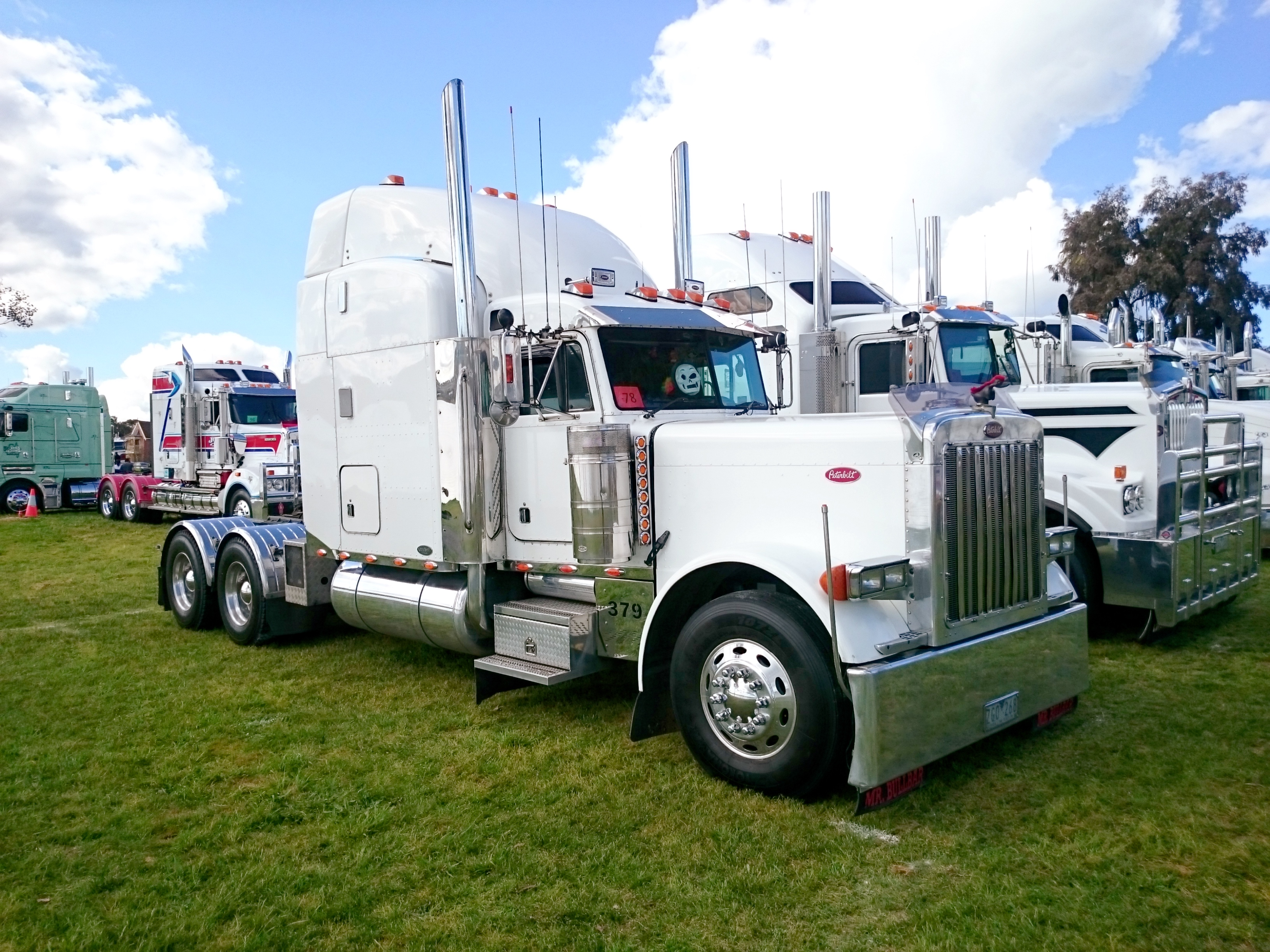
大型のスリーパーを備えたアメリカのセミトラクター（ピータービルト・379）

### 鉄道車両
寝台列車では車掌や食堂車の従業員用に一部の区画を割り当てるケースがあるほか、オリエント急行やアメリカの大陸横断列車などでは車掌や車内サービス係員専用の寝台車を連結することがある。